# 普里科爾頓納烏拉沙尼夫卡
50°26′53″N 26°45′28″E / 50.44806°N 26.75778°E

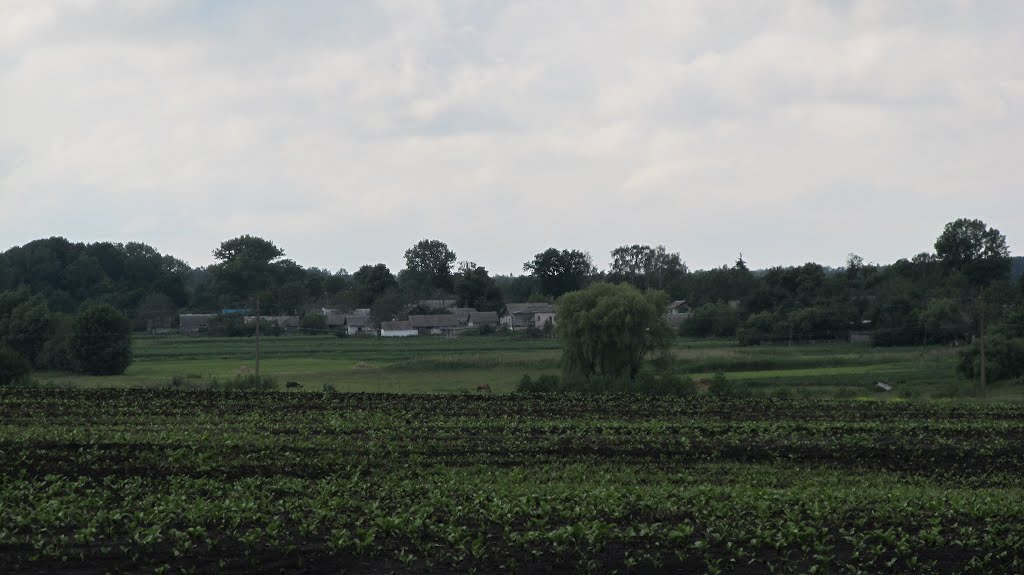

普里科爾頓納烏拉沙尼夫卡（羅馬化：Prykordonna Ulashanivka）是烏克蘭西部赫梅利尼茨基州舍佩蒂夫卡區漢諾皮爾市鎮的村莊。該村始建於1750年，面積7.5平方公里，2001年人口221。